# リチャード・クロスビー
リチャード・クロスビー（Richard Crosbie 、1756年 - 1824年）は、1785年1月にアイルランドで最初に水素気球で有人飛行した人物である。モンゴルフィエ兄弟の気球が1783年11月に有人飛行に成功してから1年少し後の飛行である。
父親はサー・ポール・クロスビーである。兄のエドワードが爵位をついだ。ダブリンのトリニティ・カレッジで学んだ。モンゴルフィエ兄弟の気球飛行のニュースを聞いて、アイリッシュ海を越えることを夢見て、水素気球での製作を行った。猫などを乗せて実験を行ない（その実験中に猫を乗せた気球はマン島まで達して、船で回収された）1785年1月19日、ダブリン近郊で多くの人々が見守るなかで、有人飛行し、しばらく飛行した後、無事着陸した。
イギリス（スコットランド）では1784年8月24日にジェームズ・タイトラーが熱気球での飛行に成功しており、当時イギリスにいたイタリア人ヴィンチェンゾ・ルナルディも飛行に成功していたが、アイルランド最初の気球飛行になった。
2010年にブライアン・マクマホン（Bryan MacMahon ）によって クロスビーの評伝"Ascend or Die"が出版された。最初の飛行の後、借金から逃れるためにアメリカに渡り俳優になって、アメリカでも気球の見世物飛行をしたことが示された。